# Vasilij Vasiljevič Ješin
Vasilij Vasiljevič Ješin (rusko Василий Васильевич Ешин), ruski general, * 1771, † 1825.
Bil je eden izmed pomembnejših generalov, ki so se borili med Napoleonovo invazijo na Rusijo; posledično je bil njegov portret dodan v Vojaško galerijo Zimskega dvorca.

## Življenje
Leta 1787 je prostovoljno vstopil v vojsko med vojno s Turki; leta 1794 se je boril proti Poljakom, zaradi česar je bil povišan v korneta. 
V letih 1805-07 se je boril proti Francozom in se izkazal kot pogumni konjeniški polk, zaradi česar je bil 30. avgusta 1811 povišan v polkovnika. 29. maja 1812 je bil imenovan za poveljnika Tatarskega ulanskega polka, s katerim se je udeležil velike patriotske vojne.
15. septembra 1813 je bil povišan v generalmajorja in 18. maja 1816 je postal poveljnik 2. brigade 2. ulanske divizije.
14. aprila 1818 je postal poveljnik 1. brigade 1. konjeniške lovske divizije, 14. februarja 1820 poveljnik 2. brigade 2. kirasirske divizije ter 30. avgusta 1821 poveljnik 2. ulanske divizije.